# 1359 Prieska
Prieska (asteróide 1359) é um asteróide da cintura principal com um diâmetro de 51,98 quilómetros, a 2,925043 UA. Possui uma excentricidade de 0,0626092 e um período orbital de 2 013,33 dias (5,52 anos).
Prieska tem uma velocidade orbital média de 16,86114106 km/s e uma inclinação de 11,10134º.
Esse asteróide foi descoberto em 22 de Julho de 1935 por Cyril Jackson.